# Formica neoclara
Formica neoclara é uma espécie de formiga do gênero Formica, pertencente à subfamília Formicinae.